# Otrobi
Otrobi so trdni zunanji ovoji semen žita, zgrajeni iz osemenja (perikarpa) in alevrona. Pridobivamo jih z odstranjevanjem semenskega ovoja pšenice, ovsa ali katerekoli druge žitarice pri mletju. Vsebujejo veliko semenskih vlaknin in so pomemben vir vitamina B1, nikotinske kisline, riboflavina, železa, fosforja, magnezija in cinka.
Otrobe lahko uporabljamo samostojno ali kot dodatek v kruhu, žemljah itd. Riževi otrobi (ostanek mletja, ki spremeni rjav riž v bel riž) so priljubljeni na Japonskem, kjer jih uporabljajo pri vlaganju povrtnin, kuhanju ipd. So tudi pogost sestavni del hrane za male živali.

## Izdelki iz otrobov
Surovi otrobi niso primerni za direktno uživanje, zaradi možne kontaminacije s škodljivimi mikroorganizmi. So tudi grobi, neprijetnega okusa in zelo počasi vpijajo tekočino.
Otrobom je mogoče izboljšati okus in topnost ter ob tem ohraniti bogato hranilno vrednost z ekstrudiranjem. Gre za postopek obdelave pod visokim tlakom in zmerno visoko temperaturo. Otrobi tako dobijo strukturo, podobno pokovki. Pri obdelavi se uničijo potencialno škodljivi mikoorganizmi, otrobi se stabilizirajo in postanejo hrustljavi. 